# Rosshavet

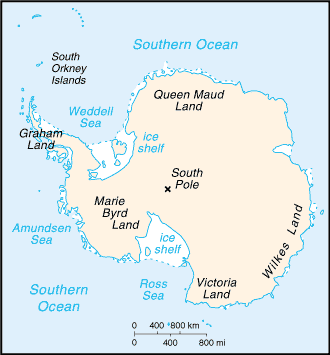
Rosshavet syns mellan sydpolen och kartans underkant.

Rosshavet (engelska: Ross Sea) är ett randhav av Antarktiska oceanen och ligger mellan Victoria Land och Marie Byrd Land. Nya Zeeland gör anspråk på området. Ungefär hälften av havet är hela tiden istäckt av den så kallade Ross-shelfisen som är omkring 500 000 km² stor. Havet benämndes efter dess upptäckare James Clark Ross som korsade havet 1841.